# Bezmiar sprawiedliwości
Bezmiar sprawiedliwości – polski film sensacyjny z 2006 roku w reżyserii Wiesława Saniewskiego. Światowa premiera filmu miała miejsce 15 września 2006, natomiast polska 9 marca 2007.
Okres zdjęciowy trwał od 29 października do 19 grudnia 2005. Plenery: Warszawa, Wrocław (Sąd Okręgowy), Świdnica.

## Opis fabuły
Akcja filmu toczy się głównie w sali sądowej, w prokuraturze i kancelarii adwokackiej. Opisane w scenariuszu zdarzenia inspirowane są prawdziwą historią, która miała miejsce we Wrocławiu na początku lat dziewięćdziesiątych. W 1990 dwudziestopięcioletnia dziennikarka telewizyjna, będąca w ósmym miesiącu ciąży, została zamordowana. Policja aresztowała jej kolegę z pracy, trzynaście lat starszego, żonatego i posiadającego rodzinę realizatora telewizyjnego, z którym od ponad roku była związana. Mimo że prokuratura nie przedstawiła żadnych dowodów bezpośrednich, mężczyzna został skazany, a później ułaskawiony.
Współautor pomysłu na scenariusz, adwokat Andrzej Malicki, był jednym z uczestników procesu.

## Obsada
- Jan Frycz − sędzia Michał Wilczek orzekający w procesie Kutra, później mecenas
- Robert Olech − Łukasz
- Jan Englert − mecenas Paweł Boś
- Artur Barciś − prokurator
- Bożena Stachura − sędzia Bożena
- Agnieszka Valente − Zofia
- Ryszard Jabłoński − strażnik
- Krzysztof Kuliński − komendant policji
- Aleksander Podolak − kapitan Rzecki
- Wojciech Mecwaldowski − Wiktor
- Magdalena Nieć − Anna
- Artur Żmijewski − Jerzy Kuter
- Marieta Żukowska − Dominika
- Przemysław Kapsa − kapitan Drawecki
- Anna Dijuk − dziennikarka Basia Gamza
- Edwin Petrykat − ojciec Dominiki
- Danuta Stenka − Kamila Wilczek, żona Michała
- Adam Pater − Patryk, były mąż Dominiki
- Krystyna Sienkiewicz − oburzona kobieta w restauracji
- Jerzy Mularczyk − zeznający policjant
- Bożena Krzyżanowska − psycholog
- Bronisław Wrocławski − Kocki
- Joanna Orleańska − Dorota Derecka
- Weronika Rosati − protokolantka
- Ewa Błaszczyk − ławniczka Maria
- Maria Pakulnis − Alicja Kuter
- Robert Gonera − sędzia Wadecki